# Egesina malaccensis
Egesina malaccensis är en skalbaggsart som beskrevs av Stefan von Breuning 1938. Egesina malaccensis ingår i släktet Egesina och familjen långhorningar. Inga underarter finns listade i Catalogue of Life.